# Град без окръжна принадлежност (Германия)
Град без окръжна принадлежност (на немски: kreisfreie Stadt, в буквален превод: безокръжен град) е административно-териториална единица в административното устройство на Германия и представлява град, който не е част от нито един (провинциален) окръг (на немски: Kreis или Landkreis), тоест самият той има правата на окръг (град, приравнен на окръг). Във федерална провинция Баден-Вюртемберг такива градове се наричат „град-окръг“ (на немски: Stadtkreis).
Други държави също имат подобни структури, като например, областта София–град в България, представляваща град без областна принадлежност, сам по себе си имащ статус на област; също така други примери са: град от федерално значение в Русия или град на централно подчинение в Китай.

## Списък
Общо в Германия има 106 града без окръжна принадлежност, включително германските градове-провинции Берлин и Хамбург: